# Escrime aux Jeux paralympiques d'été de 2016
Navigation
Londres 2012 Tokyo 2020
Les épreuves d'Escrime aux Jeux paralympiques d'été de 2016 se déroulent du 12 au 16 septembre 2016 au  Youth Arena, au Brésil. Il s'agit de la 15e apparition de l'escrime aux Jeux paralympiques.
Quatorze finales figurent au programme de cette compétition (8 masculines et 6 féminines).

## Résultats

### Podiums masculins
| Épreuves                 | Or                                               | Argent                                                 | Bronze                                               |
| ------------------------ | ------------------------------------------------ | ------------------------------------------------------ | ---------------------------------------------------- |
| Épée individuelle Cat A  | Sun Gang (CHN)                                   | Piers Gilliver (GBR)                                   | Tian Jianquan (CHN)                                  |
| Épée individuelle Cat B  | Andrei Pranevitch (BLR)                          | Amar Ali (IRQ)                                         | Oleg Naumenko (UKR)                                  |
| Épée par équipes Open    | France Robert Citerne Yannick Ifébé Romain Noble | Chine Hu Daoliang Sun Gang Tian Jianquan               | Pologne Michal Nalewajek Dariusz Pender Kamil Rzasa  |
| Fleuret individuel Cat A | Ye Ruyi (CHN)                                    | Richárd Osváth (HUN)                                   | Sun Gang (CHN)                                       |
| Fleuret individuel Cat B | Feng Yanke (CHN)                                 | Hu Daoliang (CHN)                                      | Maxime Valet (FRA)                                   |
| Fleuret par équipes Open | Chine Hu Daoliang Sun Gang Ye Ruyi               | Pologne Jacek Gaworski Michal Nalewajek Dariusz Pender | France Ludovic Lemoine Damien Tokatlian Maxime Valet |
| Sabre individuel Cat A   | Andrii Demchuk (UKR)                             | Richárd Osváth (HUN)                                   | Adrian Castro (POL)                                  |
| Sabre individuel Cat B   | Anton Datsko (UKR)                               | Panayiótis Triantafýllou (GRE)                         | Tian Jianquan (CHN)                                  |

### Podiums féminins
| Épreuves                 | Or                                          | Argent                                              | Bronze                                                 |
| ------------------------ | ------------------------------------------- | --------------------------------------------------- | ------------------------------------------------------ |
| Épée individuelle Cat A  | Zou Xufeng (CHN)                            | Bian Jing (CHN)                                     | Yevheniia Breus (UKR)                                  |
| Épée individuelle Cat B  | Zhou Jingjing (CHN)                         | Saisunee Jana (THA)                                 | Chan Yui Chong (HKG)                                   |
| Épée par équipes Open    | Chine Rong Jing Zou Xufeng Zhou Jingjing    | Hong Kong Chan Yui Chong Justine Ng Yu Chui Yee     | Hongrie Gyöngyi Dani Zsuzsanna Krajnyák Amarilla Veres |
| Fleuret individuel Cat A | Rong Jing (CHN)                             | Yu Chui Yee (HKG)                                   | Zsuzsanna Krajnyák (HUN)                               |
| Fleuret individuel Cat B | Beatrice Vio (ITA)                          | Zhou Jingjing (CHN)                                 | Yao Fang (CHN)                                         |
| Fleuret par équipes Open | Chine Rong Jing Zhang Chuncui Zhou Jingjing | Hongrie Gyöngyi Dani Éva Hajmási Zsuzsanna Krajnyák | Italie Ionela Mogos Loredana Trigilia Beatrice Vio     |

### Tableau des médailles
| Rang  | Nation          | Or | Argent | Bronze | Total |
| ----- | --------------- | -- | ------ | ------ | ----- |
| 1     | Chine           | 9  | 4      | 4      | 17    |
| 2     | Ukraine         | 2  | 0      | 2      | 4     |
| 3     | France          | 1  | 0      | 2      | 3     |
| 4     | Italie          | 1  | 0      | 1      | 2     |
| 5     | Biélorussie     | 1  | 0      | 0      | 1     |
| 6     | Hongrie         | 0  | 3      | 2      | 5     |
| 7     | Hong Kong       | 0  | 2      | 1      | 3     |
| 8     | Pologne         | 0  | 1      | 2      | 3     |
| 9     | Grande-Bretagne | 0  | 1      | 0      | 1     |
| 9     | Grèce           | 0  | 1      | 0      | 1     |
| 9     | Irak            | 0  | 1      | 0      | 1     |
| 9     | Thaïlande       | 0  | 1      | 0      | 1     |
| Total | Total           | 14 | 14     | 14     | 42    |